# Беретти, Николай Александрович
Николай Александрович Беретти (1852 — 1934?) — управляющий акцизными сборами Курской губернии; действительный статский советник (с 1913).

## Биография
Сын архитектора Александра Викентьевича Беретти родился в 1852 году.
В 1874 году окончил Санкт-Петербургский технологический институт — технологом 1-го разряда химического отделения. Начал службу помощником главноуправляющего имения князя Воронцова, управлял смологонными заводами и принимал участие при постройке Мариинского свеклосахароного завода. Затем был помощником директора Лебединского песочно-сахарного завода, директором Стеблевского свеклосахарного завода. Некоторое время заведовал Киевским водопроводом.
В 1881 году поступил на государственную службу, по сахарному акцизу; через год, 1 июля 1882 года, получил классный чин. С 1885 года состоял техником при Гродненском акцизном управлении, в 1886 году переименован в инженера-технолога. Был назначен управляющим акцизными сборами Гродненской губернии, затем — Курской губернии; 14 апреля 1913 года был произведён в чин действительного статского советника.
Был награждён орденами Св. Станислава 2-й ст (1902), Св. Анны 2-й ст. (1906) и Св. Владимира 4-й ст. (1911).
С 31 марта 1902 года — действительный член Владимирской губернской учёной архивной комиссии.
Умер в 1934 году, похоронен на Введенском кладбище Москвы.
Его дети: Лидия, Галина, Николай.